# Campionati europei di atletica leggera 1946 - 3000 metri siepi
I 3000 metri siepi maschili ai campionati europei di atletica leggera 1946 si sono svolti il 25 agosto 1946.

## Podio
| Oro     | Raphaël Pujazon Francia |
| Argento | Erik Elmsäter Svezia    |
| Bronzo  | Tore Sjöstrand Svezia   |

### Risultati
| Pos.    | Nome                   | Nazionalità    | Tempo   | Note                                     |
| ------- | ---------------------- | -------------- | ------- | ---------------------------------------- |
| Oro     | Raphaël Pujazon        | Francia        | 9'01"4  | Record dei campionati · Record nazionale |
| Argento | Erik Elmsäter          | Svezia         | 9'11"0  |                                          |
| Bronzo  | Tore Sjöstrand         | Svezia         | 9'14"0  |                                          |
| 4       | Alf Olesen             | Danimarca      | 9'18"8  | Record nazionale                         |
| 5       | Jean Gallet            | Francia        | 9'19"6  |                                          |
| 6       | Pentti Siltaloppi      | Finlandia      | 9'21"0  |                                          |
| 7       | Jindřich Roudný        | Cecoslovacchia | 9'33"4  | Record nazionale                         |
| 8       | Marcel Vandewattyne    | Belgio         | 9'37"0  |                                          |
| 9       | Vasilios Mavrapostolos | Grecia         | 9'41"2  |                                          |
| 10      | Tadeusz Świniarski     | Polonia        | 10'22"8 |                                          |
|         | Jan Paulu              | Cecoslovacchia | dns     |                                          |